# L'altro (miniserie televisiva)
L'altro (Alexander Zwo) è uno sceneggiato televisivo a tema spionaggio di sei puntate con la regia di Franz Peter Wirth, coprodotto da Bavaria Atelier, ORTF, ORF, RAI e trasmesso dalla RAI nel 1973.

## Trama

### Un pericoloso ritorno
Mike Friedberg (Jean-Claude Bouillon), che ha vissuto per anni negli Stati Uniti, torna in Germania ad assumere la direzione dell'industria chimica del padre, morto in un misterioso incidente stradale. Ma altri strani incidenti accadono: due colpi sparati nel parco lo mancano di poco e, per un soffio, evita di schiantarsi su una grossa ruspa che gli attraversa la strada. Più tardi riceve la telefonata di una sconosciuta, che parla con un tono implorante, ma in una lingua straniera. Nei giorni seguenti si occupa del lavoro presso lo stabilimento chimico. Qui, durante un esperimento alla sua presenza, accade un altro incidente in cui resta vittima il suo stretto collaboratore Dr.Terborg (Renato De Carmine) mentre Mike si salva miracolosamente. L'industria opera anche su commissione della NATO e l'indagine del servizio di difesa militare rivela che si è trattato di un sofisticato attacco. Ma chi doveva essere la vera vittima, il Dr.Terborg o Mike Friedberg? La sua segretaria, Miss Pilz (Ursula Herwig), sembra saperne di più e il quadro che si delinea a Mike dopo questi sconcertanti incidenti diventa sempre più cupo: qualcuno sta attentando alla sua vita. In seguito alla nuova situazione aziendale, Mike Friedberg deve andare a Bruxelles a negoziare con le autorità della NATO. Nel vagone letto lo attende una donna (Marina Malfatti) che sembra conoscerlo molto bene e metterà al corrente Mike della reale minaccia che incombe su di lui.

### Incubo a Bruxelles
Mike Friedberg, tornato in Europa dopo dieci anni di soggiorno in America, ha scoperto che ha un alter ego: suo fratello gemello, a lungo creduto morto. I fratelli sono stati separati, da bambini, nel caos seguito alla fine della guerra. Il fratello di Mike Friedberg è cresciuto in Russia ed è diventato uno degli agenti segreti russi più capaci, con pseudonimo: Alexander. Ma un giorno, ha disertato all'ovest e per i servizi segreti russi è ora il nemico pubblico numero uno, poiché Alexander conosce i volti di dieci altri agenti orientali, che sono stati introdotti nelle posizioni chiave della difesa occidentale. Ma i russi, grazie all'abile opera dei servizi segreti degli Stati Uniti, stanno inseguendo l'uomo sbagliato: Mike Friedberg. E finché i russi danno la caccia a Friedberg, Alexander è al sicuro. E a Bruxelles si presentano nuove minacce alle quali Mike cerca disperatamente di sottrarsi. Quando crede di essere sfuggito al pedinamento di misterioso individuo (Sergio Rossi), il pericolo riappare sotto forma di un killer professionista (Nicolas Vogel) che lo insegue in macchina. Dopo una corsa drammatica attraverso la città, Mike riesce a salvarsi provocando uno spettacolare incidente, in cui il killer avrà la peggio.

### Dov'è Alexander?
Per motivi opposti, Mike è la vittima designata dai servizi segreti delle due maggiori potenze del mondo. La situazione è disperata. Per salvarsi ha un solo mezzo: dimostrare la sua vera identità. Con l'aiuto di un ambiguo personaggio, Michel (Walter Maestosi), cerca prima di mettersi in contatto col servizio segreto sovietico e, seguendo scrupolosamente le istruzioni che gli vengono date in codice, compie un viaggio attraverso la Normandia. Ma il contatto con i russi all'ultimo momento non ha luogo e scampa a un nuovo attentato. Alla ricerca di testimoni per dimostrare la sua identità, Mike Friedberg torna negli USA, dove ha lavorato per dieci anni come scienziato. Ma a Los Angeles, improvvisamente, nessuno lo riconosce più, benché sia andato via solo da poche settimane. Si scopre che le autorità lo hanno dichiarato morto e hanno informato di questo i suoi amici e colleghi avvertendoli anche che, forse, un uomo con la stessa faccia di Mike si sarebbe presentato a fare domande e che non si devono fidare di lui.

### Due volte non si muore
In un articolo, apparso su un quotidiano londinese, Mike trova interessanti rivelazioni su una spia sovietica che gli danno la speranza di trovare una traccia del misterioso Alexander. A Londra incontra il giornalista Collins (Hans-Peter Thielen), che ha scritto l'articolo e prova a ottenere informazioni su Alexander. Collins conduce Mike da uno strano personaggio, Antony Baxter (Peter Pasetti), detto semplicemente A.B.. A.B. raccoglie notizie e le rivende dietro congruo compenso, ma di Alexander non sa nulla; propone, però, a Mike un'altra soluzione per evitare di essere ucciso. Con l'aiuto di A.B. Mike fingerà di morire. A.B. si occuperà di trovare il movente dell'omicidio e di far pubblicare la notizia sui giornali, corredata, naturalmente, delle foto del cadavere. Gli agenti sovietici considereranno la questione risolta e Mike potrà tornare a vivere normalmente. Per permettere ad A.B. di organizzare il finto assassinio, Mike deve sparire temporaneamente dalla circolazione. A.B. lo porta in un cottage vicinom a Londra, dove potrà restare indisturbato. Ma una sera, inaspettatamente, arriva al cottage Sarah (Nicole Heesters), la moglie di Baxter.

### Agguato a Berlino
Mike Friedberg deve trovare Alexander per dimostrare che ci sono due uomini con lo stesso volto. La ricerca di suo fratello gemello porta Mike a Berlino. Al Palazzo della Commissione di Controllo Interalleata si svolgerà un ricevimento organizzato dal Comando francese in cui si incontreranno i rappresentanti delle quattro potenze. Per Mike è importante parteciparvi: ci saranno russi e americani, un'occasione unica per dimostrare finalmente ai servizi segreti delle due potenze la sua vera identità. La prima difficoltà è quella di procurarsi un invito, e per questo Mike deve fidarsi di Müller (Hansjörg Felmy), uno strano
personaggio che si presenta come autista al servizio del Comando francese ma che ha l'aria di poter fare molte cose. Nel locale in cui Müller gli ha dato appuntamento, Mike viene aggredito da due sconosciuti; agenti russi che credono di essere sulle tracce di Alexander, o americani che cercano di evitare che Mike Friedberg entri in contatto col servizio segreto russo?

### Il gioco delle spie
Alexander è con Sonja (Marina Malfatti), sua fidanzata e agente russo, a Monaco di Baviera. Si presenta come Mike Friedberg e cerca di ritirare una grossa somma di denaro dalla società per sistemarsi. Schubert (Alfons Höckmann), uno stretto collaboratore di Mike, per il momento non riconosce Alexander. Ma poi appare il vero Mike Friedberg. Insieme organizzano un incontro con Alexander, che vuole vendergli il suo fascicolo personale così che Mike possa dimostrare la propria identità. Ma lui non viene a questo incontro. Alexander ha preso i soldi ed è scomparso. Mike invece si incontra con Sonja; lei ha lasciato Alexander. Sonja vuole vendicarsi e, poiché sa come Alexander potrebbe essere bloccato, lo tradisce...

## Curiosità
- All'inizio del terzo episodio sono presenti lunghe inquadrature dell'Arazzo di Bayeux in mostra all'Hôtel du Doyen, nei pressi della cattedrale e sede del museo dell'arazzo fino al 1983.
- Le scene sulla funivia dell'episodio finale sono state girate a Mürren sulle Alpi bernesi.
- Il pilota, non accreditato, che porta Mike Friedberg a Mürren, era il celebre aviatore svizzero dei ghiacciai Otto "Ty" Rufer.
- Dalle originali sei puntate è stata estratta anche una versione ridotta cinematografica di 95' uscita in Italia nel 1974 con il titolo Due volti per vivere... uno per morire.